# Friedrich Fromm
Pour les articles homonymes, voir Fromm.
Friedrich Fromm est un officier de la Wehrmacht avec le rang de Generaloberst pendant la Seconde Guerre mondiale, né le 8 octobre 1888 à Charlottenbourg et mort le 12 mars 1945 à Brandebourg-sur-la-Havel. Jusqu'au moment de l’attentat du 20 juillet 1944 dirigé contre Hitler, il était à la tête de l'Armée de remplacement (Ersatzheer) qui devait servir aux conspirateurs pour s'assurer le contrôle de divers lieux stratégiques du Reich. L'attitude ambiguë de Fromm provoqua sa condamnation par le Volksgerichtshof, puis son exécution par arme à feu.

## Carrière militaire

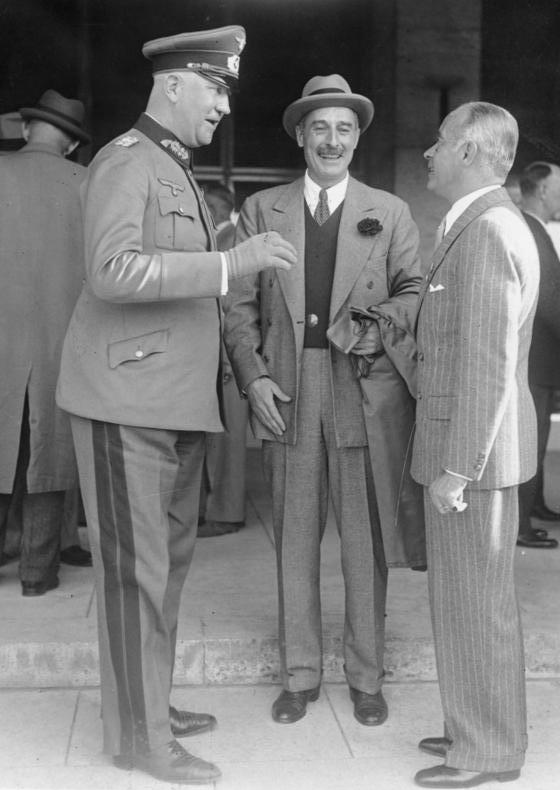
En 1938 à l'occasion d'un match de football entre l'Allemagne et l’Angleterre, dans la loge d’honneur, de gauche à droite : Fromm (alors Generalleutnant), l'ambassadeur britannique Nevile Henderson, le Reichssportführer Hans von Tschammer und Osten.

Fils du lieutenant-général Johannes Richard Fromm (de) (1851–1914), Friedrich Fromm  fait ses études secondaires à Mayence, à Strasbourg et à Berlin. Il étudie à l'université de Berlin avant de s'enrôler dans le 55e régiment d'artillerie de campagne de l'armée prussienne à Naumbourg en 1906. 
Pendant la Première Guerre mondiale, Fromm, tout d'abord au rang d’Oberleutnant, sert dans la 30e division d'infanterie. Il est promu Hauptmann et reçoit de nombreuses distinctions, dont la croix de fer, la croix hanséatique et la croix du Mérite militaire de l'Autriche-Hongrie. 
Après la fin de la guerre, il prend ses fonctions en tant que chef de compagnie au sein de la Reichswehr. À partir de 1927, avec le rang de major, il est attaché militaire auprès du ministère de la Défense du Reich. Fromm, lieutenant-colonel en 1931 et colonel en 1933, est nommé chef de service auprès de l’Oberkommando des Heeres (OKH) situé dans le Bendlerblock à Berlin, le 20 février 1934. Il est promu major général le 1er novembre 1935 puis lieutenant général le 1er janvier 1938 et General der Artillerie le 20 avril 1939.

## Le 20 juillet
Durant une grande partie de la Seconde Guerre mondiale, Friedrich Fromm est Generaloberst (général d'armée) et chef de l’Ersatzheer (l'Armée de terre de réserve), succédant à Joachim von Stülpnagel, démis par Hitler dès le début de son commandement en août 1939. Friedrich Olbricht reprend le poste de Fromm à l'OKH.
Bien qu'informé que certains de ses subordonnés, plus particulièrement son chef d'état-major Claus von Stauffenberg, s'apprêtent à assassiner Hitler, Fromm n'intervient pas. Il reste d'abord dans l'expectative ; après la nouvelle de l'échec de l'attentat du 20 juillet 1944, a contrario, il réagit brutalement en faisant immédiatement exécuter les principaux conspirateurs qu’il connaît dans la cour intérieure du Bendlerblock.
Or, cette réaction vive et précipitée a pour effet de mettre en lumière à la fois son comportement opportuniste, son inaction antérieure et fait par conséquent douter de son innocence dans le complot. A-t-il ainsi voulu faire taire d'ex-complices de peur qu'il ne soit lui-même mis en cause ? Il est arrêté, jugé coupable et condamné à la pendaison pour « mauvais exercice de ses fonctions » et « lâcheté devant l'ennemi ». Il est finalement fusillé par un peloton d'exécution dans la prison de Brandebourg.

## Filmographie
Le rôle de Friedrich Fromm a été tenu par :
- Carl Wery dans le film C'est arrivé le 20 Juillet (1955) ;
- G. Chelske dans le film Libération (film, 1971) ;
- Axel Milberg dans le téléfilm Opération Walkyrie (2004) ;
- Tom Wilkinson dans le film Walkyrie (2008).